# کالیفرنیا درست روبه‌رو
کالیفرنیا درست روبه‌رو (انگلیسی: California Straight Ahead) یک فیلم کمدی صامت آمریکایی است که در سال ۱۹۲۵ منتشر شد.

## بازیگران
- رجینالد دنی
- گرترود اولمستد
- تام ویلسون
- لوسیل وارد
- فرانسس ریموند
- آرتور لیک
- تاینی سندفورد
- رالف سدان
- فرد اسملتون
- جان استپلینگ